# Acid (vírus de computador)
Acid é um vírus de computador que infeta ficheiros .COM e .EXE, incluindo o command.com.

## Características
Sempre que um ficheiro infetado é executado, Acid infeta todos os .EXE do diretório atual, e mais tarde os COM. Os programas infetados terão pelo menos os primeiros 792 bytes alterados com código do Acid. Não haverá aumento do tamanho do ficheiro a não ser que o programa seja menor que 792 bytes; nesse caso o ficheiro terá esses 792 bytes. A data e hora do programa na listagem em DOS do diretório não sofre alterações.
Os textos a seguir podem ser encontrados nos ficheiros infetados com o vírus Acid:
- "*.EXE *.COM .."
- "Program too big to fit in memory"
- "Acid Virus"
- "Legalize ACiD and Pot"
- "By: Copyfright Corp-$MZU"

## Outras designações
- Acid.674
- Acid-670
- Acid.670
- Acid.670a
- Avatar.Acid.670
- Keeper.Acid.670